# باریکی (افغانستان)
باریکی (به لاتین: Bariki) یک منطقهٔ مسکونی در افغانستان است که در ولسوالی خواهان واقع شده‌است.